# Duratovci
Duratovci (szerbül: Дуратовци), falu Bosznia-Hercegovinában, a Bosanska Krajina keleti részén, Kotor-Varoš községben, a Szerb Köztársaságban. 

## Fekvése
A település Bosznia-Hercegovina északi részén, Banja Lukától légvonalban 21, közúton 34 km-re délkeletre, községközpontjától légvonalban és közúton 1 km-re északnyugatra, a Vrbanja völgyében és a folyó bal partja feletti dombokon, 330-700 méteres magasságban található. 

## Népessége
| Nemzetiségi csoport | Népesség 1991 | Népesség 2013 |
| ------------------- | ------------- | ------------- |
| Szerb               | 6             | 9             |
| Bosnyák             | 42            | 34            |
| Horvát              | 445           | 0             |
| Jugoszláv           | 3             | 0             |
| Egyéb               | 6             | 0             |
| Összesen            | 502           | 43            |

## Története
Az egykor horvát katolikusok lakta település 1878-ig tartozott az Oszmán Birodalomhoz, ekkor a berlini kongresszus határozata alapján az Osztrák-Magyar Monarchia része lett. 1879-ben az első osztrák-magyar népszámlálás során a Banja Luka-i járáshoz tartozó településnek 37 háztartása, 172 római katolikus és 4 muszlim lakosa volt. 1910-ben a Kotor Varoš-i járáshoz tartozó településen 43 háztartást és 253 római katolikus lakost találtak. A monarchia szétesésével 1918-ban előbb a Szerb-Horvát-Szlovén Királyság, majd 1929-től a Jugoszláv Királyság része lett. 1921-ben 234 római katolikus horvát lakosa volt. Az 1929-es törvény értelmében, amikor Bosznia-Hercegovinát négy banovinára, Drinskára, Vrbaskára, Zetskára és Primorskára osztották, a település a Vrbaska banovina része lett, amelynek székhelye Banja Luka volt. Jugoszlávia megszállása után a Független Horvát Állam (NDH) része lett. A második világháború után 1992-ig a szocialista Jugoszlávia részeként a Bosznia-Hercegovinai Népköztársasághoz tartozott. A boszniai háborúban a falu horvát lakosságát elűzték. A boszniai háborút lezáró daytoni békeszerződést követő területfelosztásnál Kotor-Varoš község részeként a Szerb Köztársaság területéhez került. A faluban ma már nem élnek horvátok.

## Nevezetességei
Az elhagyatott temetőben áll a Szent Illésnek szentelt temetőkápolna.